# 鹿児島県道16号鹿児島吉田線
鹿児島県道16号鹿児島吉田線（かごしまけんどう16ごう かごしまよしだせん）は、鹿児島県鹿児島市を通る県道（主要地方道）である。

## 概要
鹿児島市稲荷町から同市本名町を結ぶ。
現在の路線としては1994年（平成6年）3月11日に認定された。

### 路線データ
- 陸上距離：14.72 km[1]
- 起点：鹿児島県鹿児島市稲荷町（国道10号交点）
- 終点：鹿児島県鹿児島市本名町（鹿児島県道40号伊集院蒲生溝辺線交点）

## 歴史
- 1993年（平成5年）5月11日 - 建設省から、県道本名鹿児島線、県道吉野公園線の一部が鹿児島吉田線として主要地方道に指定される[3]。
- 1994年（平成6年）3月11日 - 鹿児島県告示第395号により現在の県道16号のルートの一部である「鹿児島県道216号本名鹿児島線」が廃止され[4]、鹿児島県告示第394号により鹿児島県道16号鹿児島吉田線として認定された[2]。
- 2024年（令和6年）6月22日 - 梅雨前線による集中豪雨。鹿児島市滝之神付近と鹿児島市稲荷町の下り線で通行止[5]。

## 路線状況

### 重複区間
- 鹿児島県道25号鹿児島蒲生線（鹿児島市宮之浦町 地内）

### 道路施設

#### トンネル
- 滝の神隧道：延長157 m、鹿児島市

## 地理

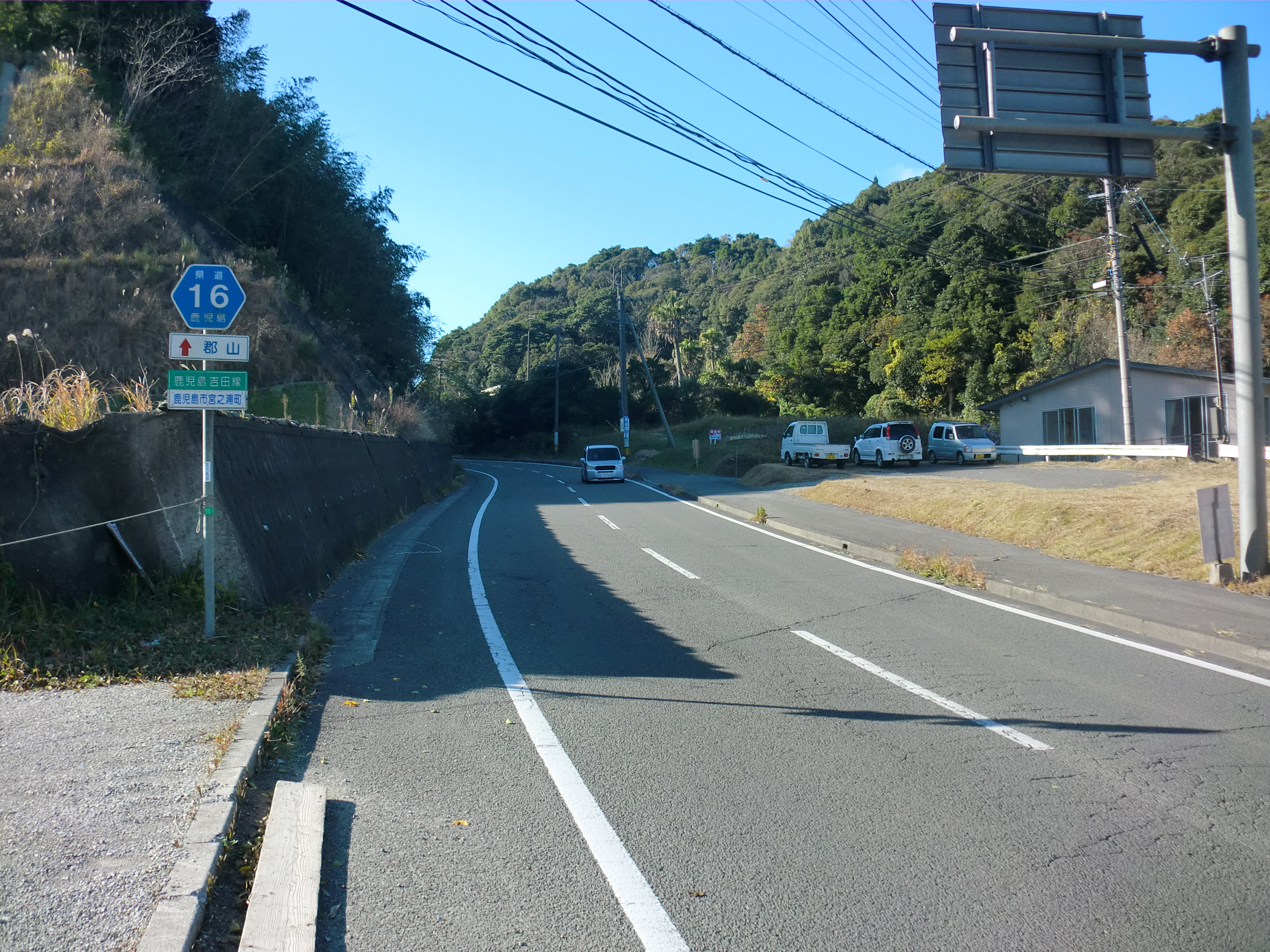
鹿児島市宮之浦町（本名町方面）

### 通過する自治体
- 鹿児島市

### 交差する道路
| 交差する道路                            | 交差する場所 | 交差する場所                       |
| --------------------------------------- | ------------ | ---------------------------------- |
| 国道10号                                | 稲荷町       | 起点                               |
| 鹿児島県道215号吉野公園線               | 吉野町       | 県立養護学校入口交差点             |
| 鹿児島県道209号帯迫下田線               | 吉野町       | 吉野町帯迫中央交差点               |
| 鹿児島県道220号寺山公園線               | 川上町       | 川上町上花棚交差点                 |
| E3 九州自動車道                         | 宮之浦町     | 吉田インター前交差点 27 薩摩吉田IC |
| 鹿児島県道25号鹿児島蒲生線 重複区間起点 | 宮之浦町     | 宮之浦交差点                       |
| 鹿児島県道25号鹿児島蒲生線 重複区間終点 | 宮之浦町     |                                    |
| 鹿児島県道40号伊集院蒲生溝辺線          | 本名町       | 終点                               |

### 沿線
- 鹿児島中央警察署 吉野交番
- 鹿児島市立吉野中学校
- 鹿児島県立鹿児島特別支援学校